# Cardiospermum heringeri
Cardiospermum heringeri là một loài thực vật có hoa trong họ Bồ hòn. Loài này được Ferrucci mô tả khoa học đầu tiên năm 1993.